# Trybunał inkwizycji w Padwie
Trybunał inkwizycji w Padwie – sąd inkwizycyjny z siedzibą w Padwie w Republice Weneckiej, który uformował się ostatecznie w roku 1544. Był kierowany przez franciszkanów konwentualnych i należał do struktur inkwizycji rzymskiej. Istniał do 1797.

## Historia
W 1254 papież Innocenty IV powierzył franciszkanom sprawowanie urzędu inkwizycji w Marchii Trewizańskiej, do której należała też Padwa. Jednakże na początku XIV wieku franciszkańscy inkwizytorzy działający w Padwie i Vicenzy zostali oskarżeni o malwersacje finansowe. W wyniku dochodzenia papież Bonifacy VIII zadecydował o odebraniu tych okręgów franciszkanom i powierzeniu ich inkwizytorom z zakonu dominikanów (1302). Dominikańscy inkwizytorzy Padwy i Vicenzy w latach 1302–1308 skazali na stos nie mniej niż 22 członków sekty braci apostolskich.
W 1477 papież Sykstus IV przywrócił okręgi inkwizytorskie Padwy i Vicenzy w ręce franciszkanów. W 1530 niemal cała Marchia Trewizańska, w tym diecezja Padwy, zostały podporządkowane głównemu inkwizytorowi tej prowincji rezydującemu w Wenecji. Jednak w 1544 ponownie utworzono oddzielny trybunał dla diecezji padewskiej. Pierwszym inkwizytorem został Girolamo Girelli. W ciągu następnych kilku lat trybunał ten został zreformowany i zgodnie z regułami obowiązującymi w Republice Weneckiej w jego skład weszli także świeccy urzędnicy. W drugiej połowie XVI wieku trybunał padewski wszedł w skład struktur inkwizycji rzymskiej i został objęty nadzorem Kongregacji Świętego Oficjum w Rzymie.
W 1610/11, 1631 i 1736 inkwizytorzy Padwy prowadzili zakończone wyrokami śmierci procesy przeciwko osobom oskarżonym o sprawowanie Eucharystii bez święceń kapłańskich.
Kres istnieniu trybunału padewskiego położyła inwazja rewolucyjnej Francji na północną Italię w latach 1796–1797, w wyniku której Republika Wenecka przestała istnieć. Padwa weszła w skład proklamowanej w 1797 Republiki Cisalpińskiej. W dniu 17 lipca 1797 rewolucyjne władze municypialne zlikwidowały trybunał inkwizycji i zniszczyły jego archiwum.

## Organizacja
Na czele trybunału stał inkwizytor z zakonu franciszkanów konwentualnych, któremu pomagało dwóch wikariuszy generalnych i trzech wikariuszy rejonowych na prowincji. Siedzibą trybunału był konwent S. Francesco w Padwie. Jurysdykcji trybunału podlegała jedynie diecezja padewska. 

## Lista inkwizytorów (1544–1797)
- Girolamo Girelli da Brescia OFMConv (1544–1563)
- Cornelio Divo da Venezia OFMConv (1563)
- Massimiliano Beniami da Crema OFMConv (1563–1585), jednocześnie inkwizytor Rovigo do 1567
- Annibale Santucci da Urbino OFMConv (1586–1597)
- Felice Pranzini da Pistoia OFMConv (1597–1602)
- Zaccaria Orceoli da Ravenna OFMConv (1602–1614)
- Paolo Sansoni da Milano OFMConv (1614–1627)
- Antonio Vercelli da Lendinara OFMConv (1627–1659)
- Giovanni Angeli da Lucignano OFMConv (1659–1670)
- Francesco Rambalducci da Verucchio OFMConv (1670–1672)
- Francesco Antonio Triveri da Milano OFMConv (1672–1674)
- Oliviero Tieghi da Ferrara OFMConv (1674–1688)
- Domenico Mengacci da Bagnocavallo OFMConv (1688–1690)
- Ambrogio Lissotti da Conegliano OFMConv (1690–1727)
- Giovanni Pellegrino Galassi da Bologna OFMConv (1727–1732)
- Antonio Girolamo Cagnacci OFMConv (1732–1737)
- Paolo Antonio Agelli OFMConv (1737–1740)
- Paolo Antonio Ambrogi OFMConv (1740–1746)
- Lorenzo Filippi OFMConv (1746–1750)
- Francesco Antonio Mantoa da Vicenza OFMConv (1750–1766)
- Francesco Antonio Benoffi OFMConv (1766–1786)
- Girolamo Maria Zanettini da Cividale OFMConv (1787–1797)